# Naia
Il Naia (pr. Nàia, localmente anche al femminile) è un torrente dell'Umbria e costituisce uno degli affluenti di sinistra del Tevere.

## Descrizione
Il Naia nasce a San Gemini ed attraversa oltre al suddetto comune quello di Acquasparta nella provincia di Terni e due comuni della Provincia di Perugia (Massa Martana e Todi), per sfociare infine a Pontenaia (Todi), che prende il nome dal torrente, dopo aver percorso 30,3 chilometri. Ha una portata torrentizia, ma mai in secca totale grazie alle acque ricevute dai Monti Martani. 

## Portata
Portata media di 1666 litri al secondo, che varia dai 150/200 litri estivi ai 5,3 m³/s di novembre. 

## Alluvioni
Esondazioni e piene importanti sono state registrate nel 1973 e nel 2012. Durante l'ultima piena dell'8 dicembre 2020 ha raggiunto la portata di 94 m³/s.

## Affluenti

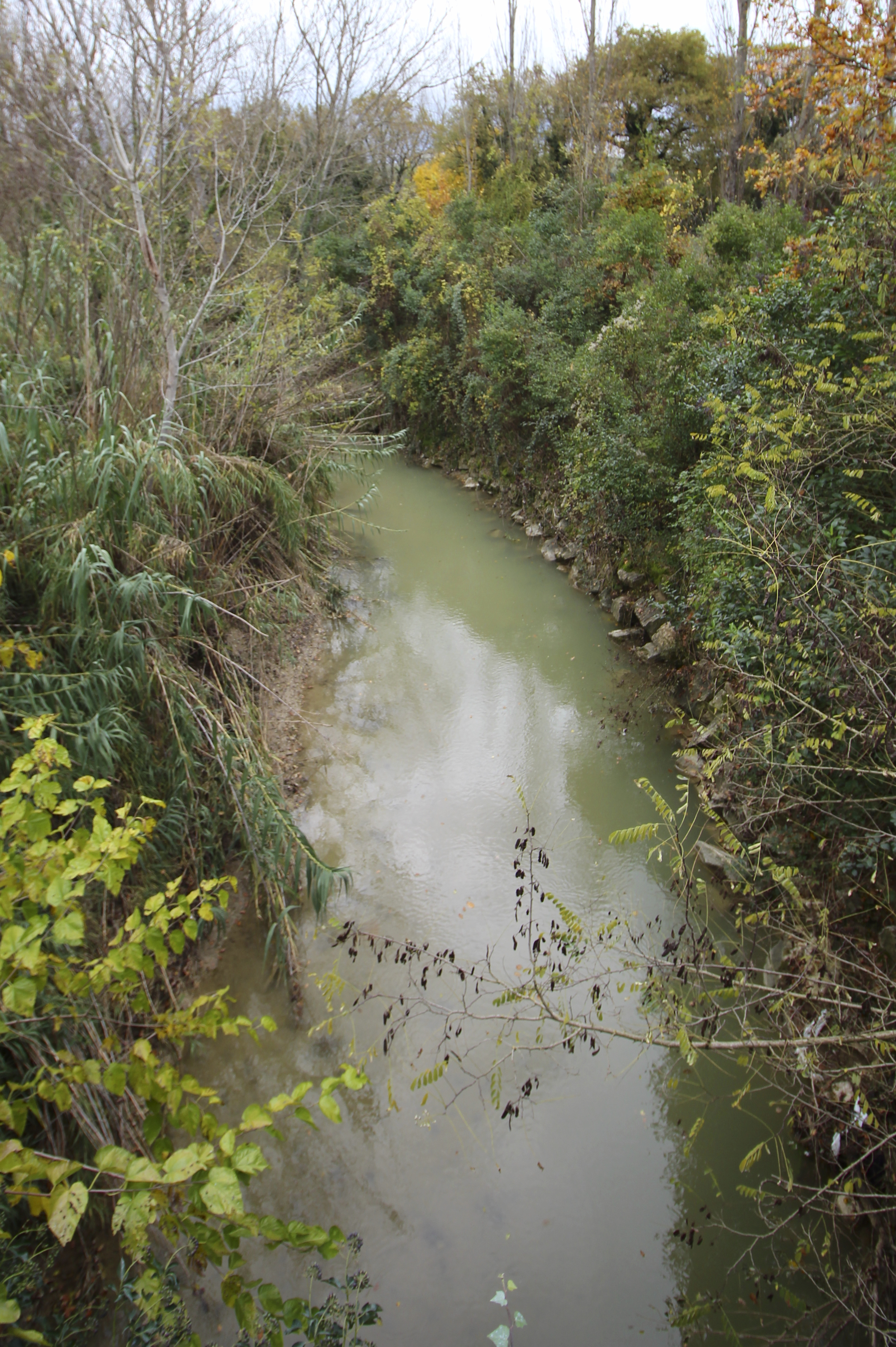
Il torrente poco prima della confluenza nel Tevere.

Tra decine di rivoli e fossi di basso rilievo spicca, come maggior affluente il torrente Arnata, che si getta all'altezza di Pontenaia (Todi), con una lunghezza di 17 km.